# Орден Вази
Орден Вази або «Орден Васи» (швед. Vasaorden) — королівський орден Швеції, нагорода за цивільні заслуги. Даний орден був заснований в 1772 році королем Густавом III для увічнювання імені родоначальника шведської королівської династії Густава I Васи.

## Опис
Спочатку знак ордену мав овальну форму медальйону, що в 1860 році був розміщений в середині мальтійського хреста.
Знак ордену являє собою мальтійський хрест з білою емаллю, у центр його (в овалі) вміщено золотий сніп із двома серпами, має золотий обідок з червоної емалі і напис: «Gustaf den tredie instiktare MDCCLXXII» — «Густав Третій Засновник, 1772». А на кінчиках хреста — кульки. У перехресті зображені золоті корони. Вінчає знак королівська корона.
Зірка ордену являє собою збільшену форму мальтійського хрест з накладеним на неї двічі перев'язаним і коронованим снопом, що має форму вази (глека, амфори). Для нагороди Кавалерів Великого хреста зірка має у перехресті корони. Для нагородження Кавалери ордену нижчих ступенів зірка не має таких корон.
Орден має ступені (нагрудні колодки):
1. — Кавалер великого хреста
2. — Кавалер I-го класу
3. — Кавалер (від 1873 року)
4. — Лицар I-го класу
5. — Лицар (від 1889 року)

## Галерея

прототип цієї нагороди - Мальтійський хрест
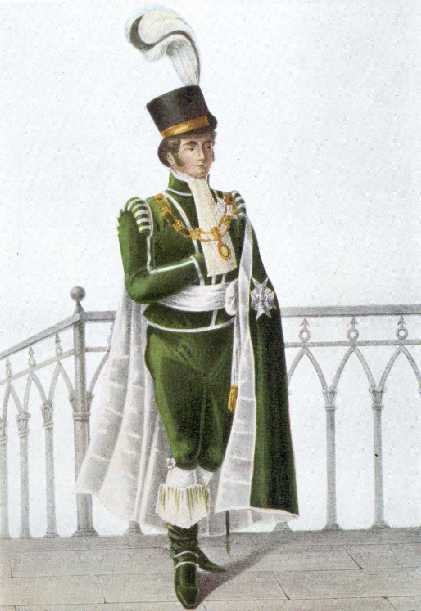
Однострій кавалера ордену Вази
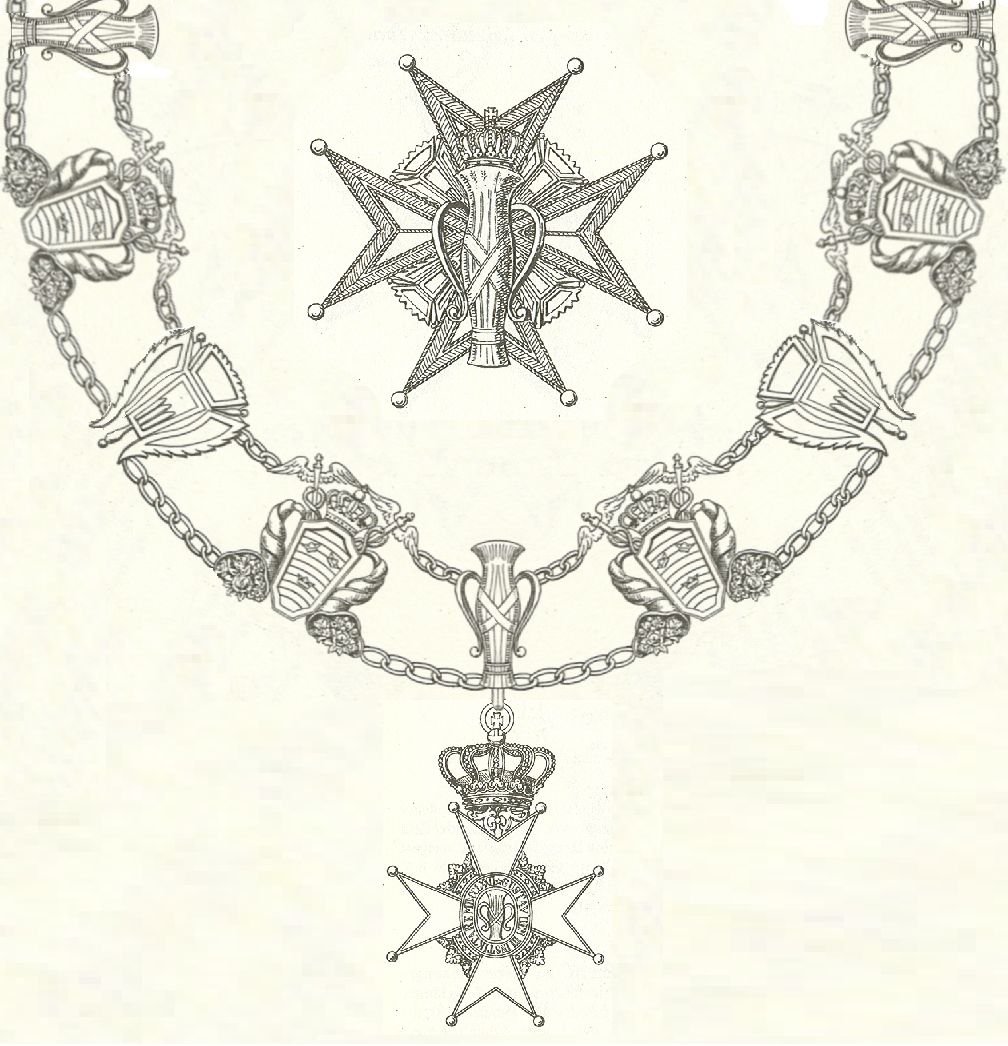
Знак ордену на ланцюгу й зірка
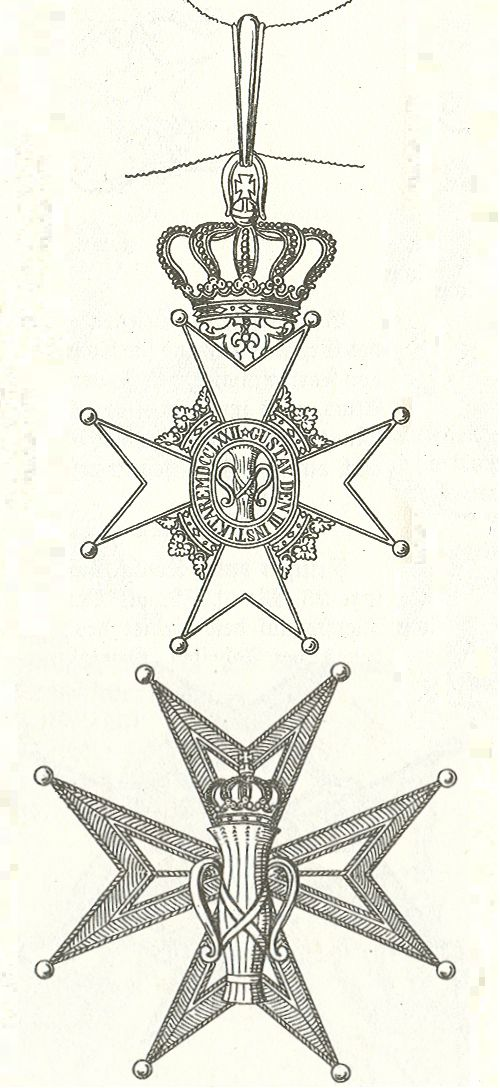
Знак і зірка ордену Васи ступеня кавалера ордену
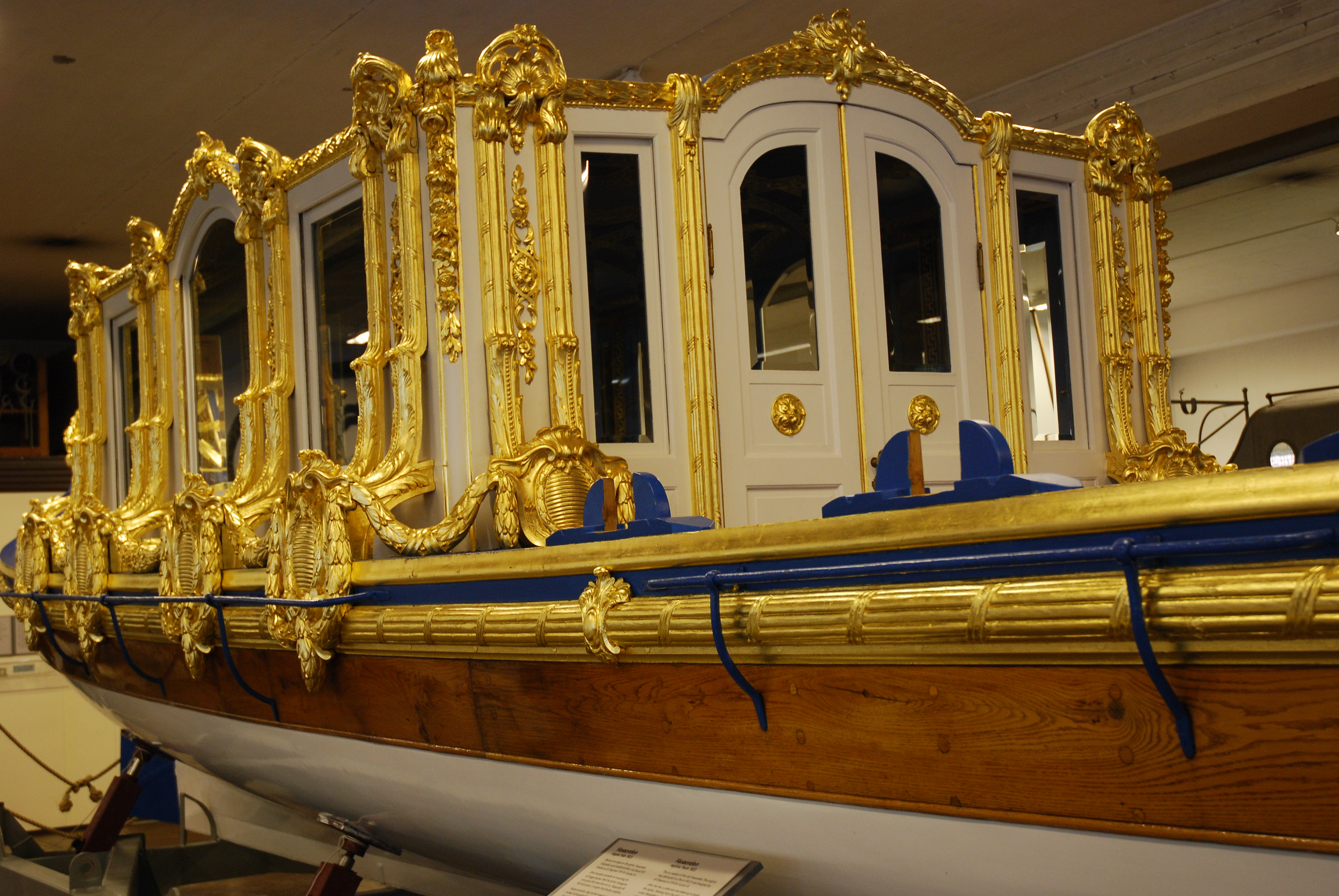
Королівський човен «Орден Вази», виготовлений для Густава III, що використовується на урочистостях
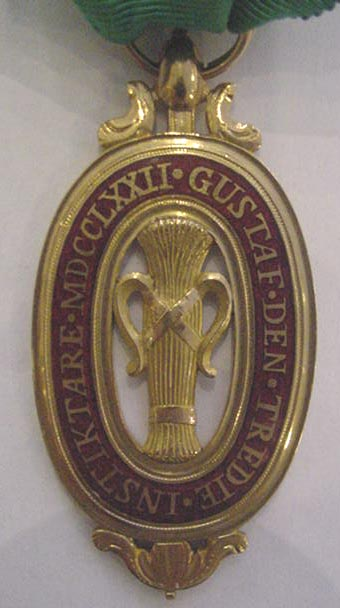
Знак ордену (модель 1772–1860 рр.)
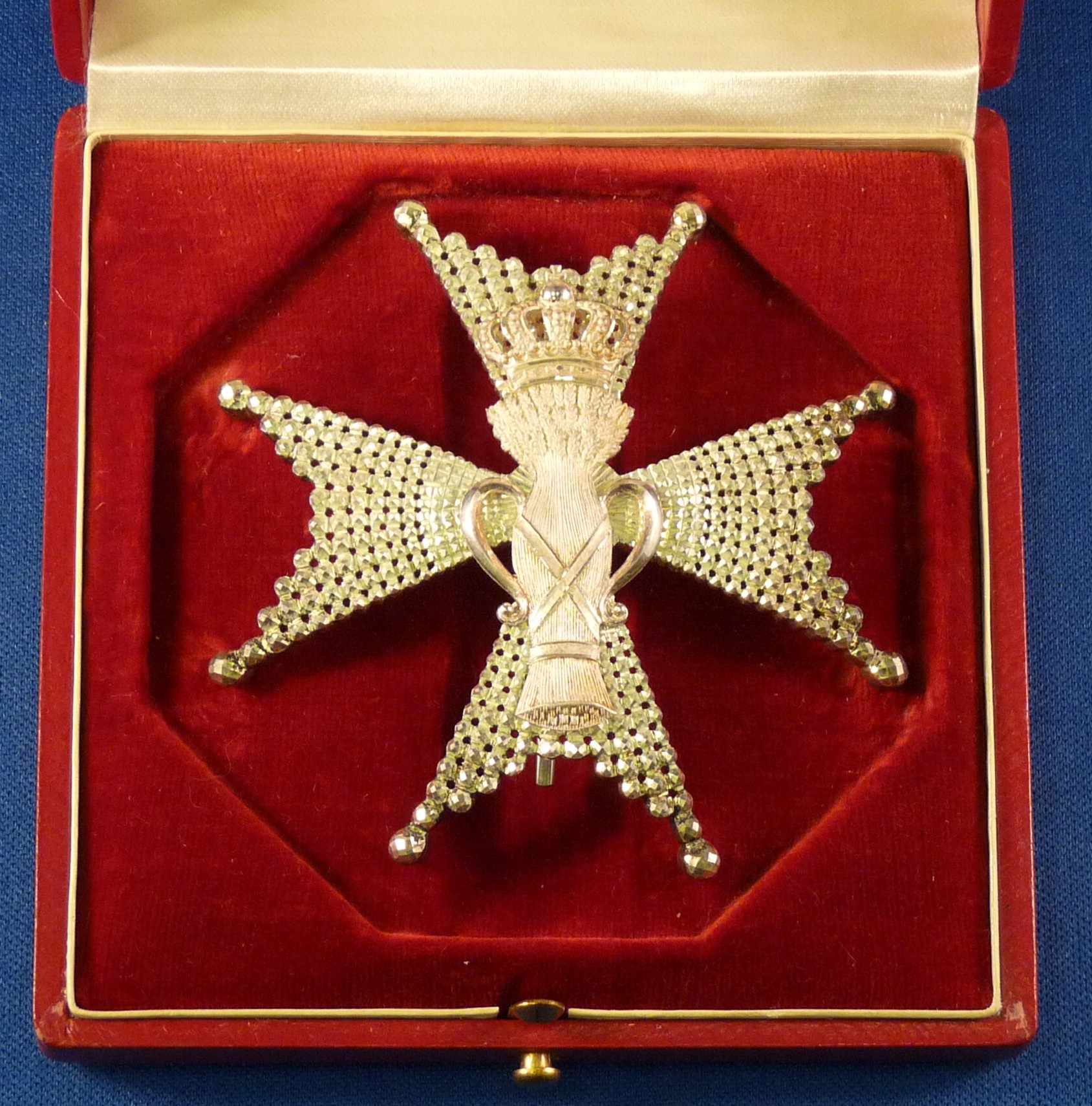
Нагорода ордену (1920 р.)
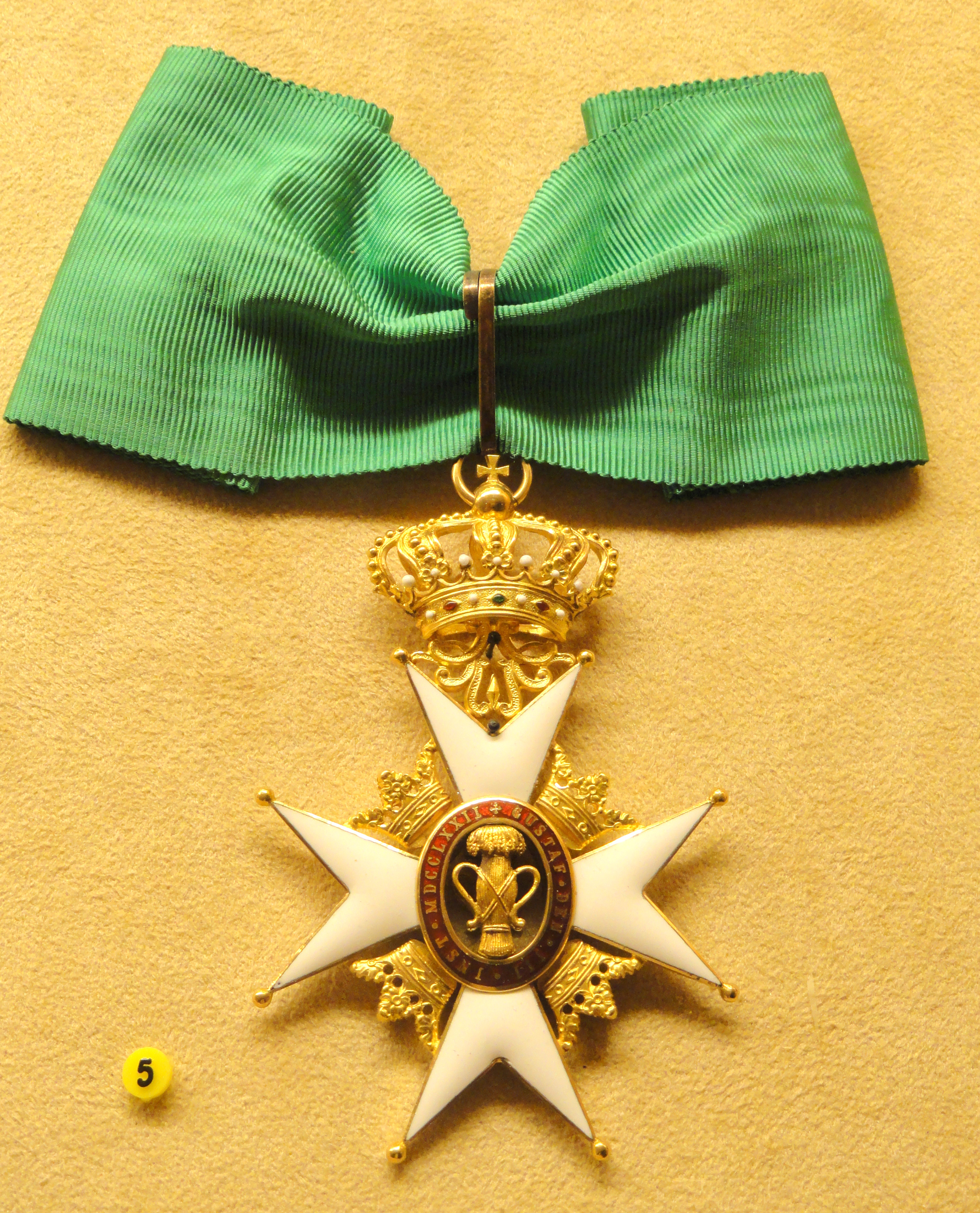
Нагорода ордену (Національний музей Фінляндії, Хельсінки)
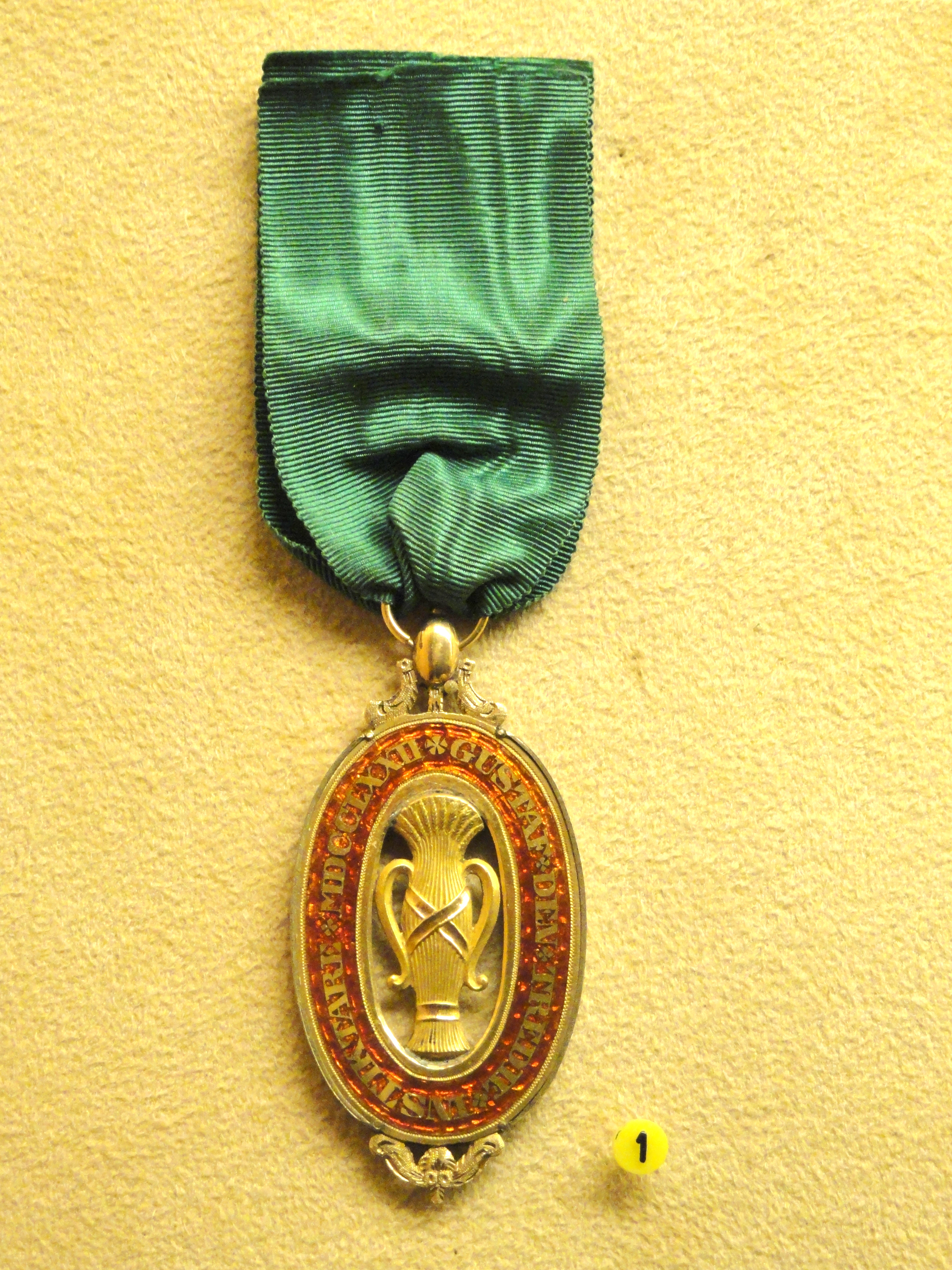
Нагорода ордену (Національний музей Фінляндії, Хельсінки)
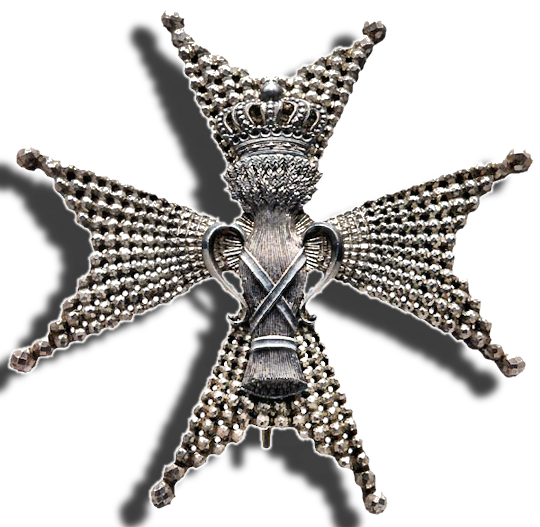
Нагрудний знак ордену 1 класу